# BBC Entertainment
BBC Entertainment es un canal internacional de televisión que presenta programación de los géneros de comedia, drama y entretenimiento ligero producida por la BBC y otras productoras de televisión británicas. El canal es propiedad de la empresa BBC Worldwide.
El canal fue puesto en marcha en octubre de 2006, substituyendo al canal BBC Prime en mercados asiáticos tales como Singapur, Hong Kong, Tailandia y Corea del Sur. La versión latinoamericana fue lanzada en México, Centroamérica y el Caribe.
El canal finalizó sus transmisiones en Chile desde la cableoperadora VTR Chile desde el canal BBC HD, dejando desde el canal 733 con una pantalla con lo siguiente: "BBC Entertainment ceso sus transmisiones. Siga disfrutando de lo mejor de BBC Entertainment desde el canal VOD 900", desde el 10 de mayo de 2017, el canal deja de existir pero puedes revisar en la cartelera VTR HD, el "espacio en blanco" en la lista del lado izquierdo, es el canal BBC Entertainment pero con un pequeño cambio en la barra de información, solo dice "Canal HD ● 65535 Sin Datos".
El 13 de abril de 2017 cesó sus transmisiones solo para Latinoamérica junto con BBC Earth y CBeebies.
BBC Entertainment estuvo en tiempo compartido con BBC One, BBC Two, Channel 4 y otro Reino Unido durante su transmisión.